# Lady Jane (pel·lícula de 2008)
Lady Jane és una pel·lícula francesa dirigida per Robert Guédiguian i estrenada el 2008, protagonitzada per Ariane Ascaride, Jean-Pierre Darroussin i Gérard Meylan.

## Sinopsi
En el moment en què els Rolling Stones cantaven Lady Jane, Muriel, François i René, amics de la infància, nascuts als carrers obrers de Marsella, repartien pells robades a totes les dones obreres del seu barri.
Van aturar els robatoris després de matar un joier en un aparcament i, per oblidar-se, no es van tornar a veure fins al dia en què, 15 anys després, el fill de Muriel va ser segrestat... Aleshores, la banda es reforma per recollir els diners del rescat. Les coses no surten bé i finalment acaben amb una espiral de violència i venjança.

## Repartiment
- Ariane Ascaride: Muriel, propietària de la perfumeria "Lady Jane"
- Jean-Pierre Darroussin: François
- Gérard Meylan: René, el "acomodador"
- Yann Trégouët: el jove
- Frédérique Bonnal: Charlotte, la dona de François
- Pascale Roberts: Solange, la dona que no recorda res
- Jacques Boudet: Henri, el vell amic postrat al llit
- Pascal Cervo: el tinent
- Giuseppe Selimo: Martin, fill de Muriel, 15 anys
- Anna Ostby: Marly, la xicota de René
- Pierre Banderet: el propietari del bistrot
- Jacques Reboud: l'home del tren

## Distinction
- 58è Festival Internacional de Cinema de Berlín: En competició oficial, seleccionada per a l'Ós d'Or a la millor pel·lícula
- Erevan 2008: 'Lady Jane' es va projectar al cinquè Festival Internacional de Cinema d'Erevan a Armènia[4]

## Comentaris
Polar amb el gust amarg del crepuscle que parla de la desintegració de l'amistat, i de la venjança que cava el solc del dolor sense que res hi arribi a posar fi.